# Rhadinaea anachoreta
Rhadinaea anachoreta este o specie de șerpi din genul Rhadinaea, familia Colubridae, descrisă de Worthington George Smith și Campbell 1994. Conform Catalogue of Life specia Rhadinaea anachoreta nu are subspecii cunoscute.